# Sengelmannstraße
Sengelmannstraße – stacja metra hamburskiego na linii U1. Stacja została otwarta 1 lutego 1925. 

## Położenie
Sengelmannstraße jest stacja na linii U1, na południowym skraju dzielnicy Alsterdorf, na granicy z City Nord, który należy do Winterhude. Posiada 1 peron o długości 120 metrów. Dostęp do peronu znajduje się w przybliżeniu na środku stacji i jest połączony do przejścia podziemnego pod nasypem kolejowym, który prowadzi na południe do pętli autobusu linii nr 118.
Brak windy powoduje, że ten przystanek nie jest przystosowany dla osób niepełnosprawnych.